# Cytochrom bc1

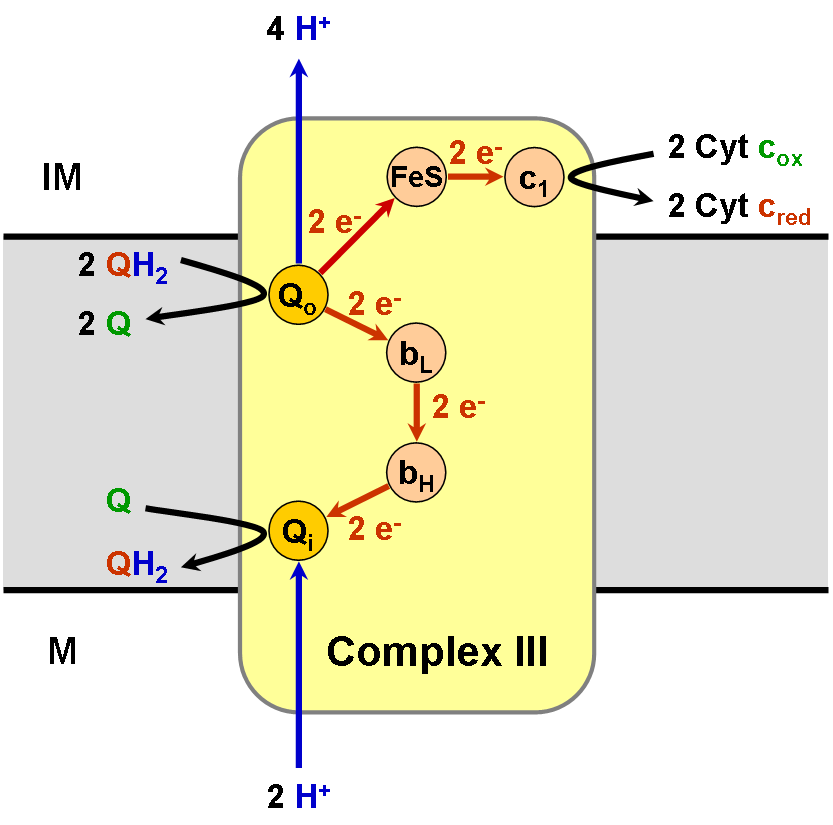
Schemat kompleksu III

Oksydoreduktaza Q – cytochrom c, inaczej cytochrom bc1, kompleks III, kompleks oksydoreduktazy ubichinon-cytochrom c – białko błonowe łańcucha oddechowego, zlokalizowane w wewnętrznej błonie mitochondrialnej, o masie 250 kDa i zbudowane z 10 podjednostek. Zawiera grupy prostetyczne takie, jak hem bH, hem bL, hem c1 oraz Fe-S.
Przenosi elektrony z koenzymu Q po stronie matriksowej do cytochromu c po stronie przestrzeni międzybłonowej mitochondrium.